# 레고 DC 코믹스: 배트맨 스페셜: 사라진 저스티스 리그를 구하라!
《레고 DC 코믹스: 배트맨 스페셜: 사라진 저스티스 리그를 구하라!》(영어: Lego DC Comics: Batman Be-Leaguered)은 2014년 미국 카툰 네트워크 채널에서 방영된 레고 배트맨 스페셜 에피소드이다. 배트맨이 자신에게 가입을 권유하러 온 저스티스 리그가 행방불명되자 이들을 구출하러 간다는 내용이다.

## 성우진
- 트로이 베이커 - 배트맨
- 디 브래들리 베이커 - 아쿠아맨, 맨배트
- 그레이 딜라일 - 로이스 레인, 원더우먼
- 존 디마지오 - 조커, 렉스 루터
- 톰 케니 - 펭귄
- 놀런 노스 - 슈퍼맨, 알프레드 페니워스
- 카리 페이턴 - 사이보그
- 폴 루번스 - 배트마이트
- 케빈 마이클 리처드슨 - 블랙 만타, 캡틴 콜드
- 제임스 아널드 테일러 - 플래시